# جورج دوسن (كاتب)
جورج دوسن (بالإنجليزية: George Dawson)‏ هو كاتب أمريكي، ولد في 18 يناير 1898 في مارشال في الولايات المتحدة، وتوفي في 5 يوليو 2001 في تكساس في الولايات المتحدة.